# Conselleria d'Agricultura, Aigua, Ramaderia i Pesca de la Generalitat Valenciana
La Conselleria d'Agricultura, Aigua, Ramaderia i Pesca de la Generalitat Valenciana és un departament o conselleria del Consell de la Generalitat valenciana amb les competències en matèria d'agricultura, ramaderia, pesca, alimentació, política agrària comuna i regadius.
El conseller responsable del departament és Miguel Barrachina Ros.

## Entitats i organismes adscrits
- AVFGA (Agència Valenciana de Foment i Garantia Agrària)
- IVIA (Institut Valencià d'Investigacions Agràries)

## Històric de competències
La conselleria està activa des de l'etapa preautonòmica, incorporant competències en diversos períodes com les de medi ambient en la IV Legislatura primer (entre el 1995 i 1997) i en les IX i X legislatures (2015-2023); les polítiques relacionades amb la gestió dels recursos hídrics a la VIII Legislatura (2011-2015) o la XI Legislatura (2023- ) o les competències en matèria de desenvolupament rural i prevenció d'incendis també en el període comprés en les IX i X legislatures (2015-2023).

## Llista de Conselleres i Consellers
| # | Legislatura                                                | Nom                                                        | Nom                                                        | Inici mandat                                               | Fi mandat                                                  | Partit polític                                             | Partit polític                                             |
| Conselleria d'Agricultura, Pesca i Alimentació (1978-1995)                                               | Conselleria d'Agricultura, Pesca i Alimentació (1978-1995) | Conselleria d'Agricultura, Pesca i Alimentació (1978-1995) | Conselleria d'Agricultura, Pesca i Alimentació (1978-1995) | Conselleria d'Agricultura, Pesca i Alimentació (1978-1995) | Conselleria d'Agricultura, Pesca i Alimentació (1978-1995) | Conselleria d'Agricultura, Pesca i Alimentació (1978-1995) | Conselleria d'Agricultura, Pesca i Alimentació (1978-1995) |
| --- | ---------------------------------------------------------- | ---------------------------------------------------------- | ---------------------------------------------------------- | ---------------------------------------------------------- | ---------------------------------------------------------- | ---------------------------------------------------------- | ---------------------------------------------------------- |
| 1 | Preautonomia                                               |                                                            | Enric Monsonís i Domingo                                   | 10 d'abril de 1978                                         | 30 de juny de 1979                                         |                                                            | UCD                                                        |
| 2 | Preautonomia                                               |                                                            | Leonardo Ramón Sales                                       | 30 de juny de 1979                                         | 15 de setembre de 1981                                     |                                                            | UCD                                                        |
| 3 | Preautonomia                                               |                                                            | Josep Antoni Bordils Ferrer                                | 15 de setembre de 1981                                     | 15 de juliol de 1982                                       |                                                            | UCD                                                        |
| 4 | Preautonomia                                               |                                                            | Manuel Tarancón Fandos                                     | 15 de juliol de 1982                                       | 28 de juny de 1983                                         |                                                            | UCD                                                        |
| 5 | I, II i III                                                |                                                            | Lluís Font de Mora Montesinos                              | 28 de juny de 1983                                         | 12 de juliol de 1993                                       |                                                            | PSPV                                                       |
| 6 | III                                                        |                                                            | Josep Maria Coll i Comín                                   | 12 de juliol de 1993                                       | 6 de juliol de 1995                                        |                                                            | PSPV                                                       |
| Conselleria d'Agricultura i Medi Ambient (1995-1997)                                                     |                                                            |                                                            |                                                            |                                                            |                                                            |                                                            |                                                            |
| 7 | IV                                                         |                                                            | Maria Àngels Ramón-Llin i Martínez                         | 6 de juliol de 1995                                        | 15 de gener de 1999                                        |                                                            | UV                                                         |
| Conselleria d'Agricultura, Pesca i Alimentació (1997-2011)                                               |                                                            |                                                            |                                                            |                                                            |                                                            |                                                            |                                                            |
| 8 | IV                                                         |                                                            | Salvador Manuel Ortells Rosell                             | 15 de gener de 1999                                        | 23 de juliol de 1999                                       |                                                            | UV                                                         |
| 9 | V                                                          |                                                            | Maria Àngels Ramón-Llin i Martínez                         | 23 de juliol de 1999                                       | 21 de juny de 2003                                         |                                                            | PP                                                         |
| 10 | VI                                                         |                                                            | Gema Amor Pérez                                            | 21 de juny de 2003                                         | 27 d'agost de 2004                                         |                                                            | PP                                                         |
| 11 | VI                                                         |                                                            | Juan Gabriel Cotino Ferrer                                 | 27 d'agost de 2004                                         | 29 de juny de 2007                                         |                                                            | PP                                                         |
| 12 | VII i VIII                                                 |                                                            | Francisca Mercedes Hernández Miñana                        | 29 de juny de 2007                                         | 7 de desembre de 2012                                      |                                                            | PP                                                         |
| Conselleria d'Agricultura, Pesca, Alimentació i Aigua (2011-2015)                                        |                                                            |                                                            |                                                            |                                                            |                                                            |                                                            |                                                            |
| 13 | VIII                                                       |                                                            | José Císcar Bolufer                                        | 7 de desembre de 2012                                      | 30 de juny de 2015                                         |                                                            | PP                                                         |
| Conselleria d'Agricultura, Medi Ambient, Canvi Climàtic i Desenvolupament Rural (2015-2019)              |                                                            |                                                            |                                                            |                                                            |                                                            |                                                            |                                                            |
| 14 | IX                                                         |                                                            | Elena Cebrián Calvo                                        | 30 de juny de 2015                                         | 17 de juny de 2019                                         |                                                            | Independent                                                |
| Conselleria d'Agricultura, Desenvolupament Rural, Emergència Climàtica i Transició Ecològica (2019-2023) |                                                            |                                                            |                                                            |                                                            |                                                            |                                                            |                                                            |
| 15 | X                                                          |                                                            | Mireia Mollà i Herrera                                     | 17 de juny de 2019                                         | 25 d'octubre de 2022                                       |                                                            | Compromís                                                  |
| 16 | X                                                          |                                                            | Isaura Navarro i Casillas                                  | 26 d'octubre de 2022                                       | 18 de juliol de 2023                                       |                                                            | Compromís                                                  |
| Conselleria d'Agricultura, Ramaderia i Pesca (2023-2024)                                                 |                                                            |                                                            |                                                            |                                                            |                                                            |                                                            |                                                            |
| 17 | XI                                                         |                                                            | José Luis Aguirre Larrauri                                 | 20 de juliol de 2023                                       | 12 de juliol de 2024                                       |                                                            | Vox                                                        |
| Conselleria d'Agricultura, Aigua, Ramaderia i Pesca (2024- )                                             |                                                            |                                                            |                                                            |                                                            |                                                            |                                                            |                                                            |
| 18 | XI                                                         |                                                            | Miguel Barrachina Ros                                      | 12 de juliol de 2024                                       | Actualitat                                                 |                                                            | PP                                                         |